# Arthur Schrijnemakers

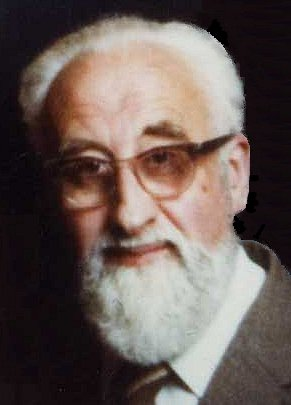
Prof. dr. Arthur Schrijnemakers

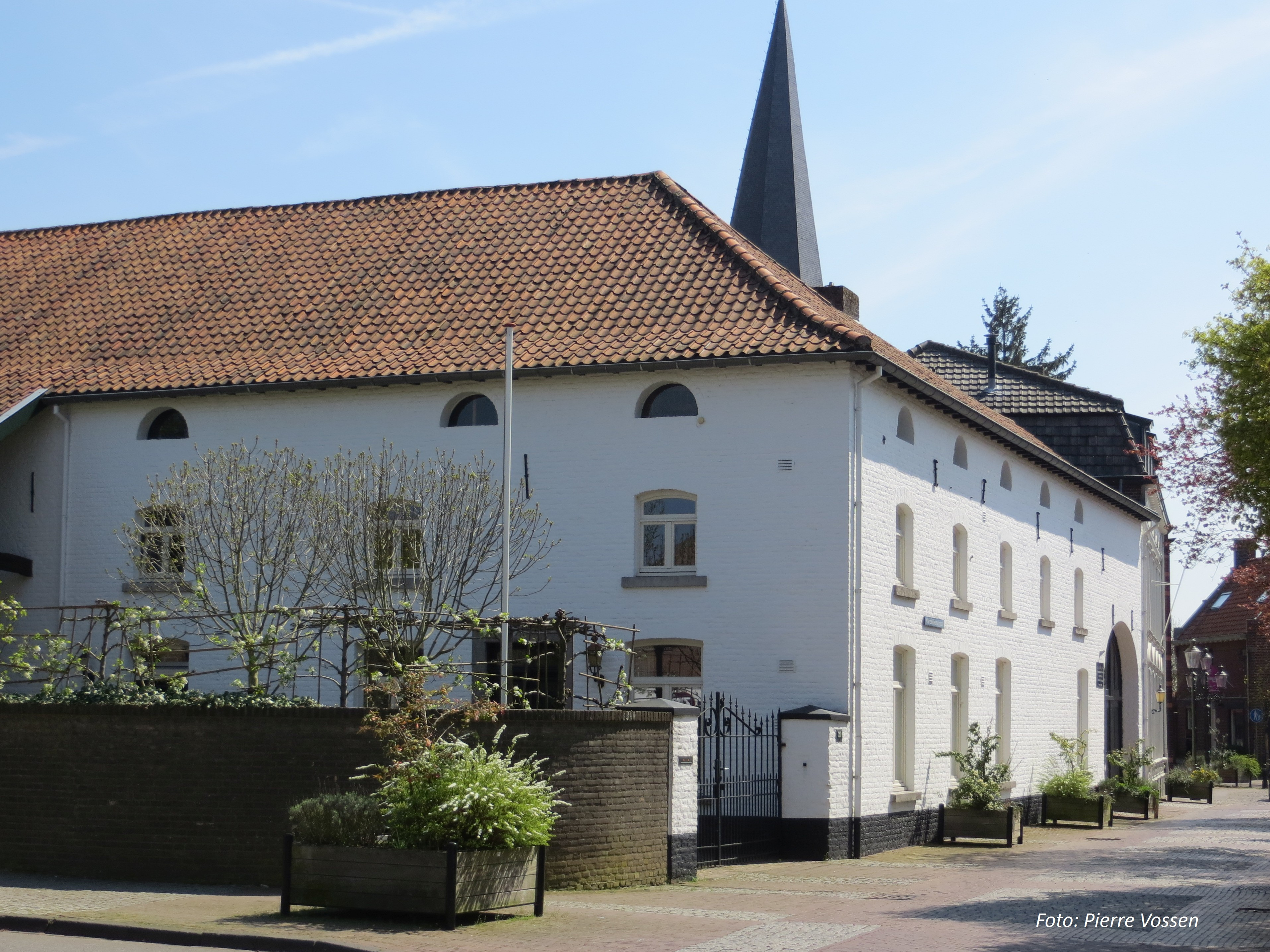
Het Geboortehuis van Arthur Schrijnemakers aan de Marcellienstraat 20 Geleen

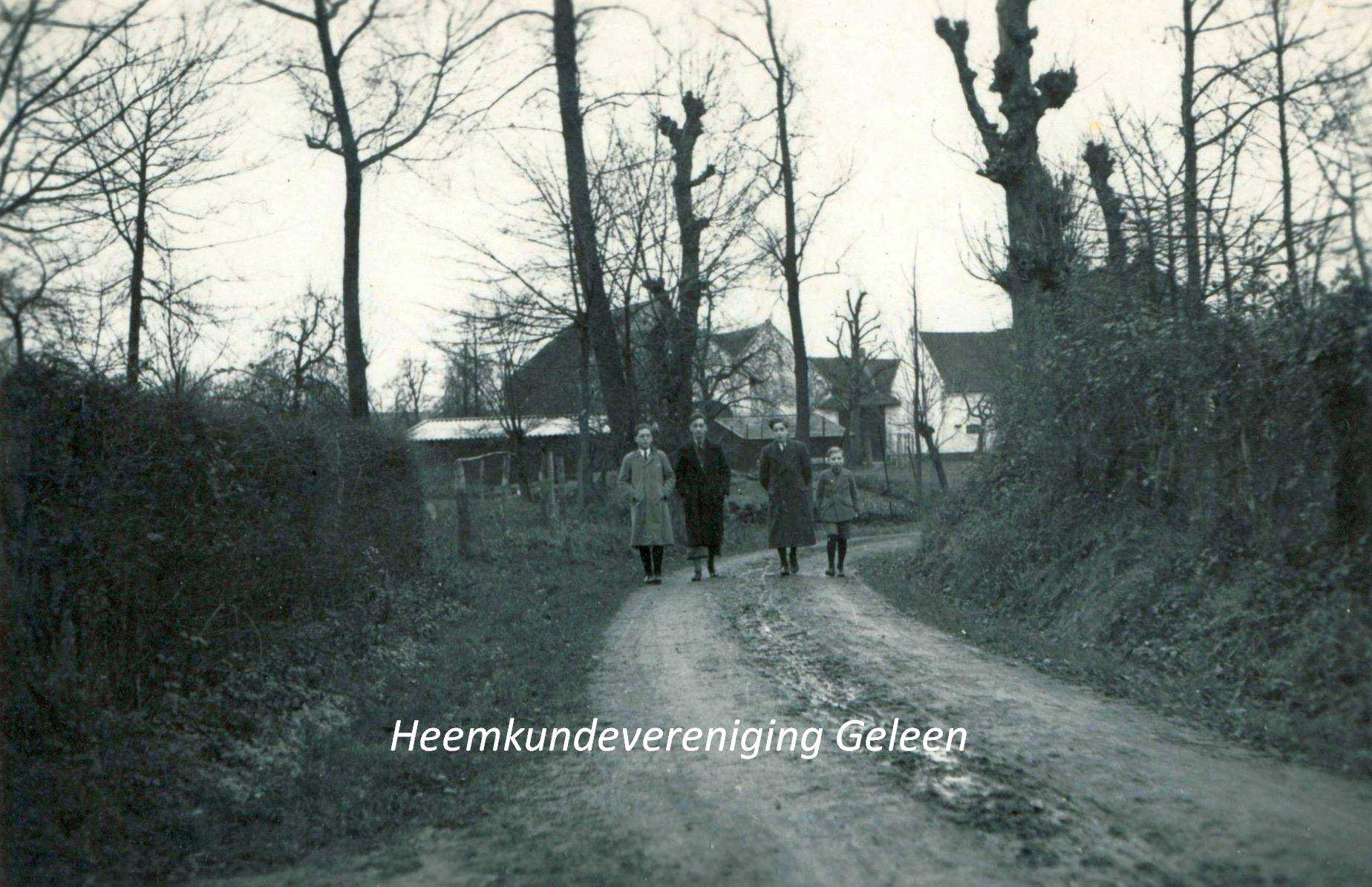
De jonge Arthur Schrijnemakers (2e van links) tijdens een van zijn wandelingen

M.J.H.A. (Arthur) Schrijnemakers (Geleen, 22 oktober 1917 - Freeport, 19 april 2015) was een Nederlands-Amerikaans psycholoog, filosoof, historicus en schrijver. Hij is vooral bekend in Nederlands Limburg vanwege zijn vele geschiedkundige publicaties en boeken over Limburg, in het bijzonder van zijn geboorteplaats Geleen en de omliggende dorpen.

## Jeugd en studietijd
Prof. Dr. Schrijnemakers werd geboren als vijfde kind en als derde zoon van het Geleense echtpaar Jan Willem Schrijnemakers en Maria Hubertina Göbbels. Zijn ouders hadden een stoombrouwerij aan de Dorpstraat in Oud-Geleen, tegenwoordig Marcellienstraat 20. De jonge Arthur was altijd zeer geïnteresseerd in de geschiedenis van zijn woonplaats en de directe omgeving waarin hij vertoefde en er groeide in hem een talent als geschiedkundige.
Hij studeerde van 1929 tot 1937 aan het gymnasium van het Bisschoppelijk College in Sittard en vervolgens aan het Philosophicum te Rolduc met als uiteindelijk doel om, net als zijn oudere broer Jos, priester te worden. Mede door het uitbreken van de oorlog en problemen met zijn gezondheid kwam de voortgang van zijn studie in het slop. Om het genezingsproces te bevorderen krijgt hij het advies om tijdens zijn ziekteverlof veel tijd te spenderen aan wandelingen in de natuur van zijn landelijke en bosrijke omgeving. Gedurende deze wandelingen groeit zijn belangstelling voor historische monumenten en plekken in Geleen, Munstergeleen en Schinnen hetgeen veel invloed zou hebben op zijn latere ontwikkeling als historicus.
In 1940 vervolgt hij zijn studie theologie aan het Groot Seminarie te Roermond, maar in 1943 speelt zijn oude kwaal, hevige hoofdpijnen, weer op en moet hij zijn studie weer onderbreken. Opnieuw kreeg hij het advies om veel te wandelen en vooral te ontspannen met activiteiten die hij graag deed, zoals zijn liefhebberij voor vogels, zijn honden en het toneel in Oud-Geleen. Later zal blijken dat zijn ziekte een gevolg was van een te lage bloeddruk.
In 1944, toen Zuid-Limburg reeds bevrijd was van de bezetter, gaf Arthur zijn ambities om priester te worden op en vervolgde hij, op voorspraak van pastoor Frantzen van zijn parochie zijn studie aan de Katholieke Universiteit Leuven. Daar behaalde hij in 1948 zijn licentiaat (doctoraal examen) in de psychologie en enkele jaren later (1951) studeerde hij tevens af in de filosofie. In Leuven werd hij een actief lid van de Studentenvereniging en leefde hij zich met zijn geliefde bezigheden toneel en het schrijven voor het studentenblad. Ook kreeg hij verkering met zijn medestudente en latere vrouw, de psychologe Thérèse De Smet. Hun huwelijk werd in 1951 in de H. Lambertuskerk te Heverlee bij Leuven ingezegend en de mis werd gecelebreerd door Arthur's heerbroer Jos. Hun gezin zou worden verrijkt met vijf kinderen, eerst vier jongens en de jongste een meisje, allen geboren in Amerika. Na hun afstuderen ging Arthur samen met zijn echtgenote één jaar werken bij het Wit-Gele Kruis in Noord-Brabant.

## Emigratie naar Amerika
In Leuven kwam Arthur in contact met Amerikaanse studenten die een belangrijke invloed zouden hebben op zijn toekomst. Van hen had hij de verhalen gehoord over de onbegrensde mogelijkheden voor afgestudeerden voor het verkrijgen van een baan aan de Amerikaanse universiteiten, mede ontstaan door de grote instroom van nieuwe studenten na de beëindiging van de oorlog en door de mindere stabiele situatie in Europa.
In 1952 emigreerde het echtpaar naar de Verenigde Staten omdat beiden ervan overtuigd waren geraakt dat daar meer kansen waren voor hun verdere ontwikkeling. Het doel van Schrijnemakers was om als drs. in de filosofie en drs. in de psychologie in Amerika een thesis voor te bereiden om daarop in Leuven te promoveren. Ook hier gingen ze samen aan het werk, aanvankelijk in een groot opvang- en gezondheidscentrum voor gestoorde kinderen, alcoholici en hulpbehoevende bejaarden in Delaware.
Een jaar later greep hij een kans aan om aan de Notre Dame University in South Bend, Indiana, een belangrijke katholieke universiteit, als docent in de psychologie aan de filosofische faculteit aan de slag te gaan. Na een jaar werd hij benoemd tot hoogleraar met het vooruitzicht op promotie. De titel van zijn proefschrift luidde Het onbewuste als probleem der philosophische psychologie.
In 1957 werd hij buitengewoon hoogleraar aan de R.C. University Duquesne in Pittsburg Pensylvania waar hij twee jaar later zijn doctorsbul behaalt. Maar in 1967 ging zijn droomwens, die hij al had vóór zijn emigratie, in vervulling toen hij docent werd aan de St. John's University in New York, de grootste R.K. universiteit van Amerika en gelegen kort bij de Public Library, de grootste researchbibliotheek van de wereld en kort bij de zee. Hij verhuisde daarvoor met zijn gezin naar de bekende vissersplaats Freeport, slechts 35 km van de universiteit. Hier zal hij blijven tot zijn emeritaat in 1984 op 66-jarige leeftijd. Pas in maart 1992 verkreeg Arthur Schrijnemakers op 74-jarige leeftijd en 40 jaar na aankomst in Amerika de Amerikaanse nationaliteit.

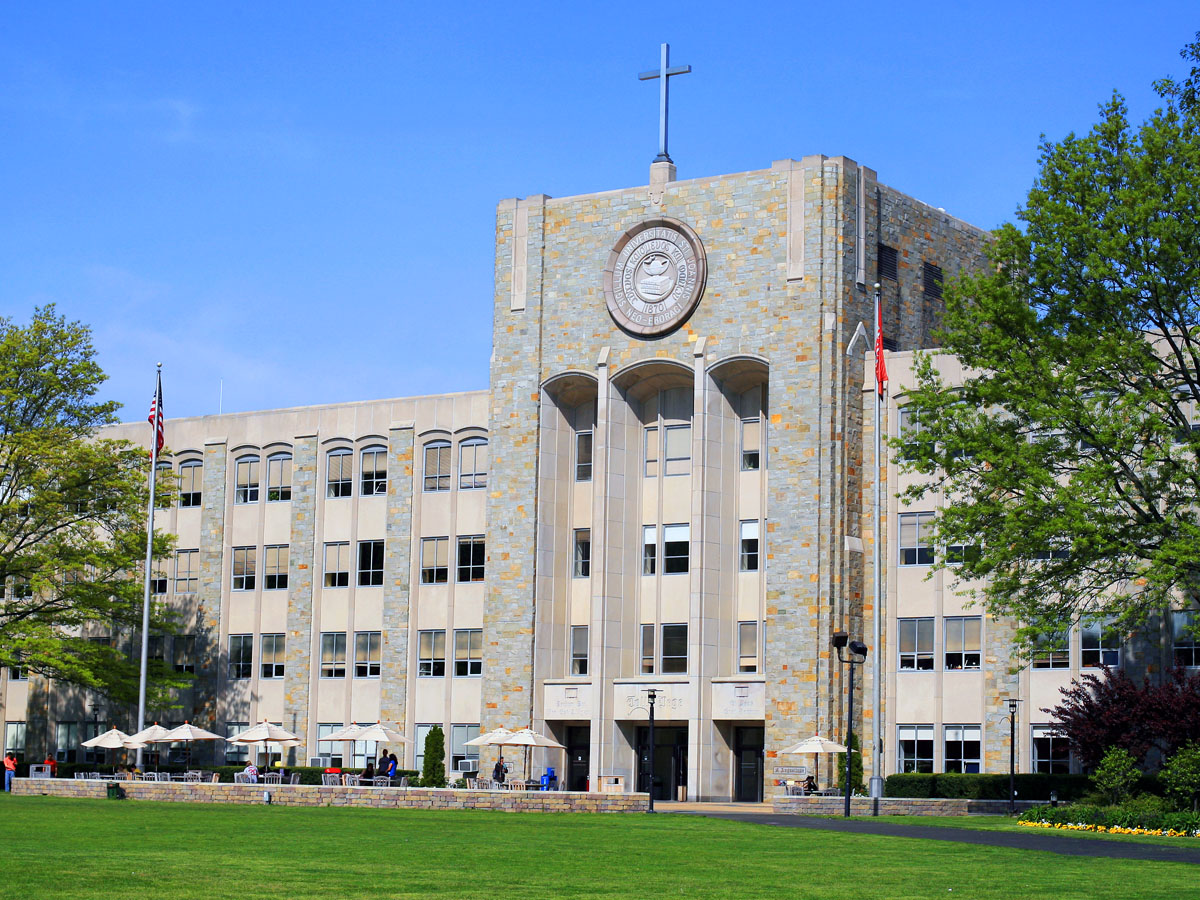
De St. John's University's Queens campus met de St. Augustine Hall waarin de bibliotheek

## Schrijnemakers als historicus
Al tijdens zijn studententijd in Sittard, Rolduc, Roermond en Leuven heeft Schrijnemakers veel tijd en energie besteed aan zijn grote hobby geschiedenis, met name de lokale geschiedenis. Hierbij had hij als voorbeeld het boek De Heerlijkheid Geleen, haar Heeren, inwoners, geregt en gebruiken uit de 19e eeuw van zijn plaatsgenoot Joseph Russel. Een andere schrijver die hem inspireerde was Pieter Ecrevisse uit Obbicht, met name zijn publicaties De Bokkerijders in het Land van Valkenburg, Het Meilief van Geleen en Limbursche zedenschets onder Fransch beheer. Ook het parochiearchief van de kerk in Oud-Geleen, de nalatenschap van pater McKenna van Karmelieten aan de Rijksweg in Geleen en de oude kronieken van de zusters van de Congregatie van de Arme Dienstmaagden van Jezus Christus in Lutterade hebben zijn bijzondere aandacht. Verder maakt hij menig ritje per fiets naar de Stadsbibliotheek in Maastricht en de vele antiquariaten aldaar om daar meer kennis te vergaren over regionale en plaatselijke geschiedenis.
Ook bestudeerde hij de vele Limburgse dialecten. Zijn eerste publicatie is in 1942 onder het pseudoniem A. van Abshoven in het dialect tijdschrift Veldeke met de titel "Ei kèndj tot zie moder". Tijdens zijn studententijd in Leuven publiceert hij, naast zijn artikelen in het Studentenblad van de universiteit, en in het lokale dagblad Geleen Vooruit (de latere Maas en Geleenbode) verschijnt een serie artikelen in Geleens dialect onder de naam Pie en Berb.
Ook nog tijdens zijn verblijf in Leuven wordt zijn bijzondere belangstelling gewekt voor archeologie en geschiedenis van plaatsnaamkunde. Later zou hij daar uitgebreid over publiceren in zijn boeken en tijdschriftartikelen.
In het jaar vóór zijn vertrek naar Amerika levert hij een bijdrage aan het gedenkboek Geleen van dorp tot Mauritsstad van de Gemeente Geleen in de vorm van een historische schets van het Oude Geleen. Het boek was bedoeld als afscheidscadeau voor hun burgemeester F.A.L.M. Damen en tevens als geschenk voor 30-jarig ambtsjubileum in 1950. Nog voordat het boek verschijnt overlijdt Damen in 1951.
Schrijnemakers had bij zijn vertrek in 1952 zijn vader, die in 1951 al weduwnaar werd, beloofd dat zijn verblijf in Amerika slechts tijdelijk zou zijn, maar toen zijn vader in 1965 overleed vond hij dat hij die belofte niet meer hoefde na te komen. Vanaf het begin van zijn verblijf in Amerika blijft Schrijnemakers zich intensief bezighouden met het vastleggen van de Limburgse historie, in het bijzonder van zijn geboorteplaats Geleen. Hiervoor onderhield hij uitvoerige correspondentie met vele Geleners en oud-provinciegenoten om zijn kennis te verdiepen en er kwamen vele artikelen van zijn hand richting de oude wereld voor publicatie. Ook kwam hij regelmatig terug naar zijn geboortestreek, enerzijds vanwege droevige gebeurtenissen met leden van zijn familie, anderzijds om de contacten levendig te houden en daar waar nodig lezingen te houden. Bij ieder bezoek aan Geleen bemerkte hij tot zijn schrik dat vele oude herkenningspunten en oude gebouwen slachtoffer waren geworden van de grote expansiedrift van Geleen ten gunste van uitbreidingen van het in rap tempo toenemende bevolkingsaantal door de ontwikkeling van de mijnindustrie en de opkomende chemische industrie.
In 1952 begint Schrijnemakers vanuit Amerika met het leveren van gesproken teksten voor uitzending door de Regionale Omroep Zuid in Maastricht onder de titel Breeve van Noonk Pie oet Amerika (brieven van ome Pie uit Amerika). In onvervalst Geleens dialect werd dit voor de radio verwoord door de toenmalige gemeenteontvanger van Geleen, Gerard (Sjir) Salden. In de brieven werden uitgebreid de avonturen verteld van Pie en Berb in Amerika, een vervolg op de eerder in het blad Geleen Vooruit verschenen verhalen over het paar.

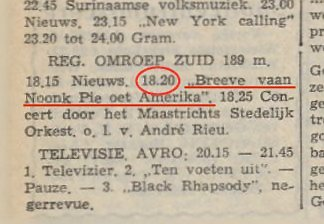
Aankondiging in Limb. Dagbl. radioprogramma ROZ Breeve van Noonk Pie oet Amerika

In Amerika had hij de beschikking over de zeer goed gedocumenteerde bibliotheken van de universiteiten waar hij werkte. Hierin vond hij zelfs uitgebreide gegevens over Limburg en na zijn werk bracht hij hier vele uren in afzondering door. Zo deed hij een uitgebreid speurtocht naar Limburgse emigranten in de Verenigde Staten.
Een ander wapenfeit van Schrijnemakers was zijn ijver om vanuit de VS in Geleen een heemkundevereniging van de grond te krijgen. Bij ieder bezoek aan Geleen moest hij constateren dat er weer belangrijke historische plekken en gebouwen in zijn geboorteplaats ten offer waren gevallen aan de expansiedrift van de mijnstad. Hij was van mening dat dit een halt moest worden toegeroepen en dat een heemkundevereniging hier een bijzondere rol in kon spelen. Vanuit Amerika moedigde hij een aantal Geleners aan om zich in te zetten voor de oprichting van de Heemkundevereniging Geleen. Op 1 oktober 1979 was het zover, gebaseerd op statuten van de zustervereniging in Beek passeerde de oprichtingsakte de notaris en in december 1979 verschijnt het eerste nummer van het tijdschrift.
Ondertussen rolden ontelbare artikelen en bijdragen over geschiedenis, heemkunde en folklore letterlijk uit zijn pen, waarvan vele in dialect voor het tijdschrift van Veldeke, het weekblad Maas- en Geleenbode, het blad 'Geleens Thuisfront' voor de Geleense militairen in Nederlands Indië, het Limburgs Dagblad, voor de het eerder genoemde tijdschrift van de heemkundevereniging Geleen en de Nuutsbaeker van Beek, voor het Historisch Jaarboek voor het Land van Zwentibold enz.

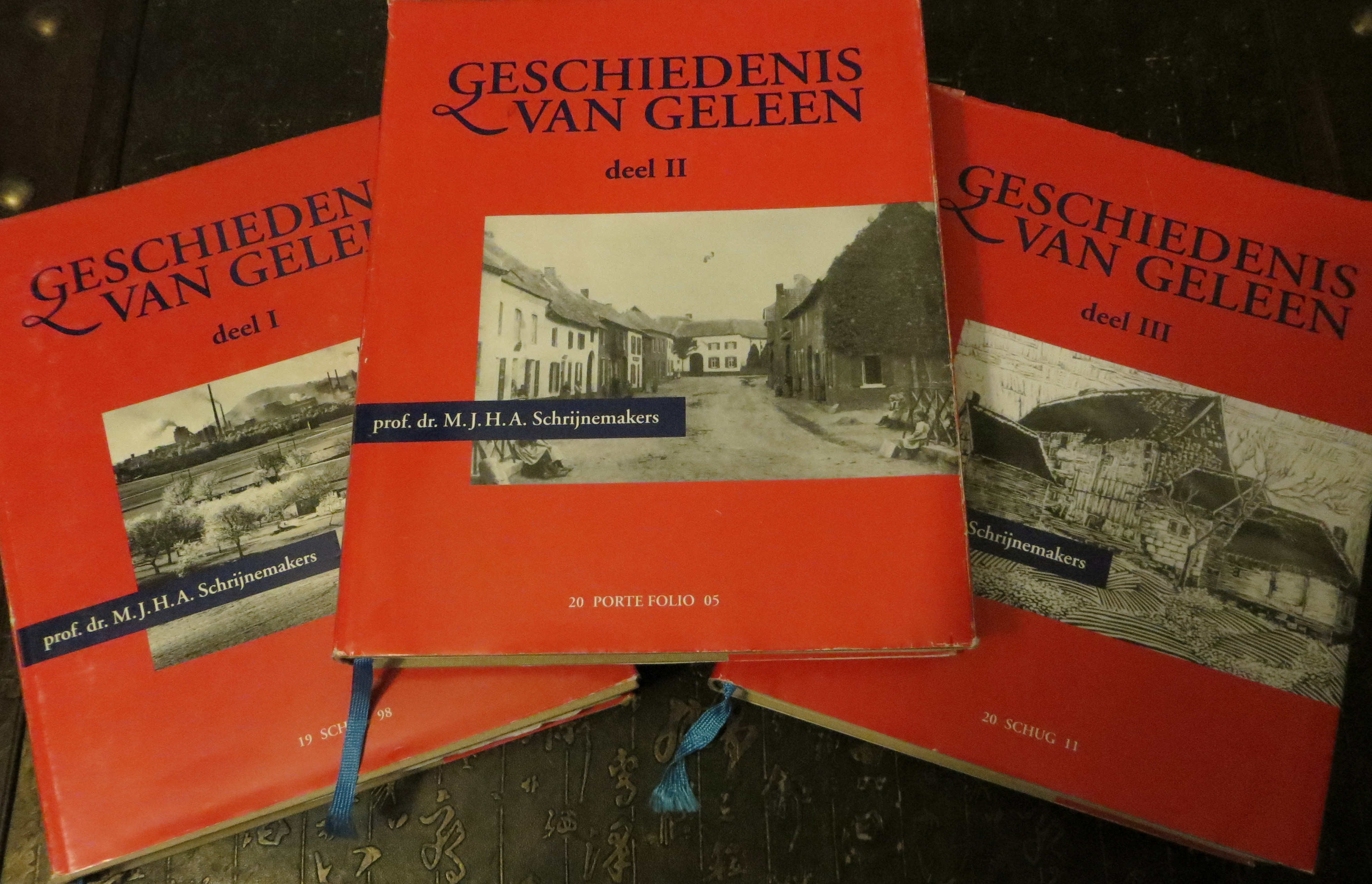
Schrijnemakers trilogie Geschiedenis van Geleen deel I, II en III

Ook verschenen er een aantal boeken van zijn hand zoals De Kluis van Krawinkel (het oudste ziekenhuis van Geleen) in 1975, Geleen in Oude Ansichten deel 2 (1979) en deel 3 (1981), Munstergeleen zoals het was. Ook leverde hij een groot aantal bijdragen als coauteur aan een aantal gedenkboeken en historisch uitgaven in Limburg. Zijn grote klapper kwam als geschenk voor de Geleense bevolking echter in 1998 toen hij het eerste deel van zijn trilogie Geschiedenis van Geleen voltooide. Deel II verscheen in 2005 en deel III in 2011. Ten slotte voltooide hij in 2015 op 97-jarige leeftijd zijn grote CODEX boek van Nederlands-Limburgse toponiemen met wel 1160 namen van Limburgse nederzettingen, een werk dat 961 pagina's omvat en waarvoor hij al in 1948 de basis legde. Nu zat zijn levenswerk er op. „Dat ik de eerste druk nog mag meemaken, zie ik als een godsgeschenk” aldus Schrijnemakers.
In hetzelfde jaar 2015 overlijdt Arthur Schrijnemakers in zijn slaap in zijn woning in Freeport en wordt twee dagen later aldaar ter aarde werd besteld. In de VS ontwikkelde Schrijnemakers zich tot een absolute autoriteit wat betreft de geschiedschrijving van Limburg.